# Iwan Kurdiukow
Iwan Fiodorowicz Kurdiukow (ros. Иван Фёдорович Курдюков, ur. 1911, zm. 1977) – radziecki dyplomata.

## Życiorys
Członek WKP(b), od 1936 pracował w Ludowym Komisariacie Spraw Zagranicznych ZSRR, 1946-1948 był konsulem generalnym ZSRR w Tiencinie, a 1949-1952 zastępcą kierownika Wydziału I Dalekowschodniego Ministerstwa Spraw Zagranicznych ZSRR. 1952-1953 radca Ambasady ZSRR w Chinach, potem chargé d'affaires ZSRR w Chinach, 1955-1957 kierownik Wydziału Dalekowschodniego MSZ ZSRR, 1958-1959 starszy doradca polityczny Stałego Przedstawicielstwa ZSRR przy ONZ. Od 23 czerwca 1959 do 6 lutego 1963 ambasador nadzwyczajny i pełnomocny ZSRR w Australii, od 9 lipca 1968 do 29 marca 1972 ambasador nadzwyczajny i pełnomocny ZSRR w Ugandzie.